# Nationalpark Komodo
Der Nationalpark Komodo (indonesisch Taman Nasional Komodo) befindet sich in Indonesien, im Bereich der Kleinen Sunda-Inseln im Grenzgebiet der Provinzen Ost-Nusa Tenggara und West-Nusa Tenggara.
Er umfasst die drei größeren Inseln Komodo, Rinca und Padar, sowie zahlreiche kleinere, mit einer Landfläche von insgesamt 603 km², bei einer Gesamtfläche des Nationalparks von 1817 km².
Der Park wurde 1980 gegründet, ursprünglich nur als Schutzgebiet für den Komodowaran. Später wurde er der Erhaltung der gesamten Flora und Fauna, auch im maritimen Bereich gewidmet. In den Gewässern um die Inseln leben 1000 Fischarten, 260 Arten von Riffkorallen, 70 verschiedene Schwämme, 17 Wal- und Delfinarten und zwei Arten von Meeresschildkröten. Seit Beginn der Schutzmaßnahmen wurde das Dynamitfischen eingestellt und die mit Korallen bedeckte Fläche wuchs um 60 Prozent. Bei Tauchern ist der Park beliebt wegen seiner Artenvielfalt.
Die größeren Säugetiere des Parks sind asiatischen Ursprungs. Der Mähnenhirsch stellt die Hauptbeute des Komodowarans dar. Daneben gibt es Wildschweine, Javaneraffen, Fleckenmusangs (Paradoxurus hermaphroditus lehmanni), Wasserbüffel und Pferde. Eine Besonderheit stellt die endemische Ratte Komodomys rintjanus/Rattus rintjanus dar.
Die Inseln des Nationalparks sind vulkanischen Ursprungs. In seinem Gebiet leben etwa 4000 Einwohner in vier Ansiedlungen. 1991 wurde der Nationalpark von der UNESCO als Weltnaturerbe anerkannt. Die Stadt Labuan Bajo auf Flores ist Ausgangspunkt für die meisten Reisenden.

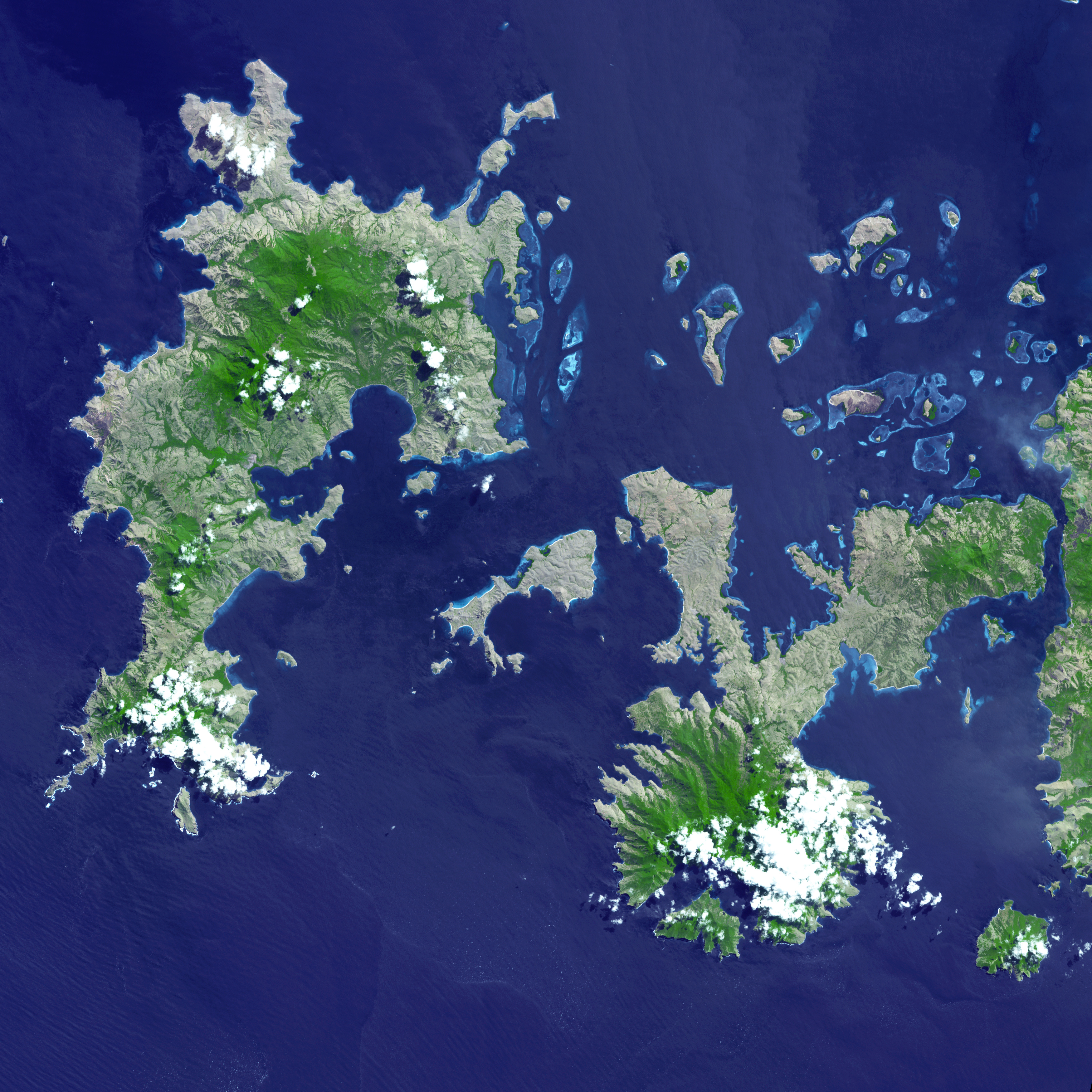
Nationalpark Komodo

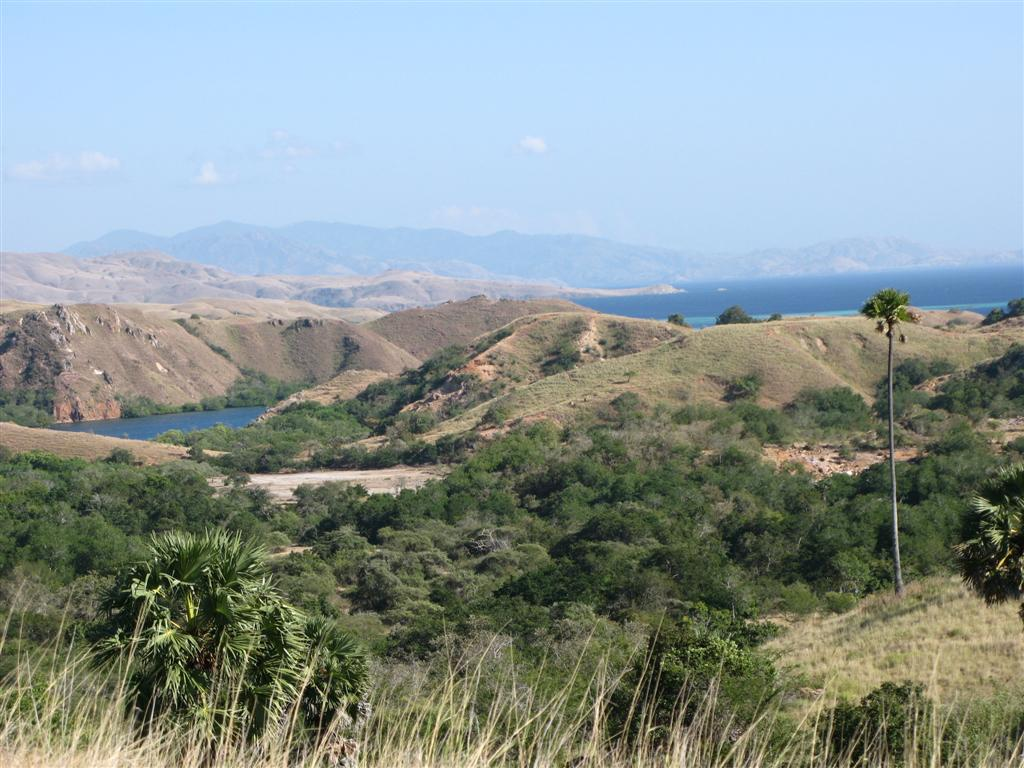
Landschaft auf der Insel Rinca

## Tourismus
Komodowarane sind die Hauptattraktion für Touristen im Nationalpark Komodo. Innerhalb des Nationalparks Komodo leben aktuell 3.267 Menschen in vier Dörfern und unmittelbar um den Park herum leben 16.816 Menschen (Stand 2007).
Der Tourismus begann in den 1980er Jahren mit der Gründung des Nationalparks, 1995/96 wurden rund 30.000 Touristen gezählt, davon 93 % Ausländer, größtenteils Holländer, Deutsche, Engländer, US-Amerikaner und Australier.
Bisher ist fast ausschließlich Komodo touristisch erschlossen und die meisten Gäste machen im Rahmen eines Urlaubs in Südostasien einen Tagesausflug auf die Insel. 1995/96 gaben Touristen geschätzte 1,1 Millionen US-Dollar rund um den Nationalpark Komodo aus. Kritisiert wird, dass nur etwa 1 % dieses Geldes an seine Bewohner geht – der Großteil der Summe wird in den beiden Orten umgesetzt, von denen aus man ihn erreichen kann: Labuan Bajo auf Flores und Sape auf Sumbawa.
Dennoch waren laut einer Umfrage von 1996 der Großteil der Bevölkerung dem Tourismus zugeneigt: 92,7 % gaben an, dass sie sich freuen würden, mehr Touristen zu sehen. Dennoch wurden auch etliche Stimmen laut, dass der Tourismus die Kultur der Kleinen Sunda-Inseln beschädige, und dass Produkte und Dienstleistungen teurer wurden. 47,4 % der im Schnitt armen Bevölkerung beklagten, dass nur bereits reiche Bewohner profitieren würden, und 27,3 % gaben an, dass ihre Familie vom Tourismus nicht merklich profitieren würde.
Umstritten ist außerdem die Praxis, die nur schwer zu beobachtenden Komodowarane mit geschlachteten Ziegen an spezielle „viewing sites“ für Touristen anzulocken.
Da die Komodowarane stark an diese Stellen gebunden werden und in hohen Konzentrationen vorkommen, könnte das räumliche Verhalten erheblich beeinflusst werden und intraspezifische Aggressionen begünstigt werden, oder aber die Tiere verbinden Menschen mit Nahrung, und greifen sie in Erwartung von Nahrung an. Dem gegenüber steht, dass der Verkauf von Ziegen als Köder der lokalen Bevölkerung bis zu einem Drittel ihres Gewinns am Tourismus einbringt.

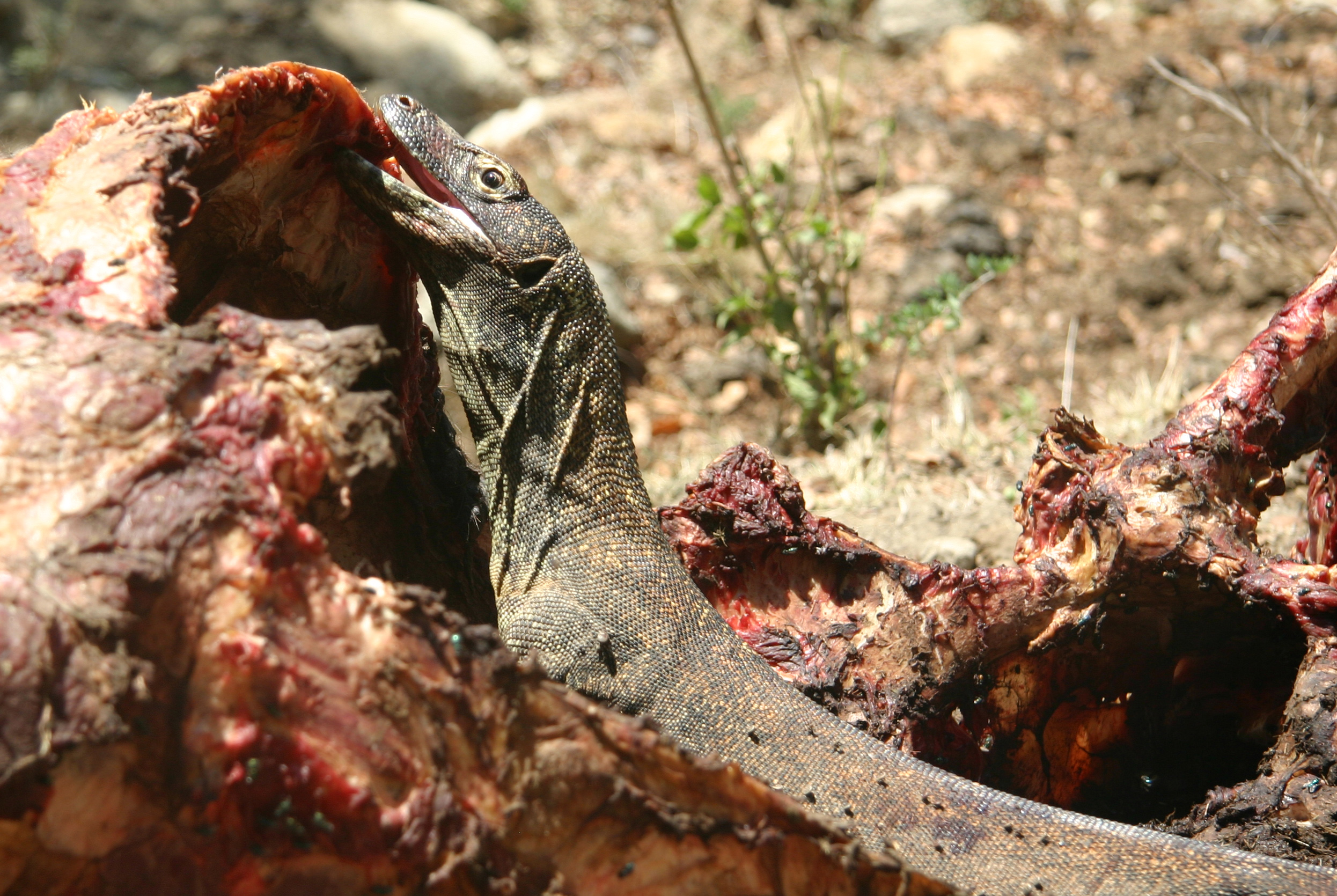
Komodowaran beim Fressen an einem Kadaver
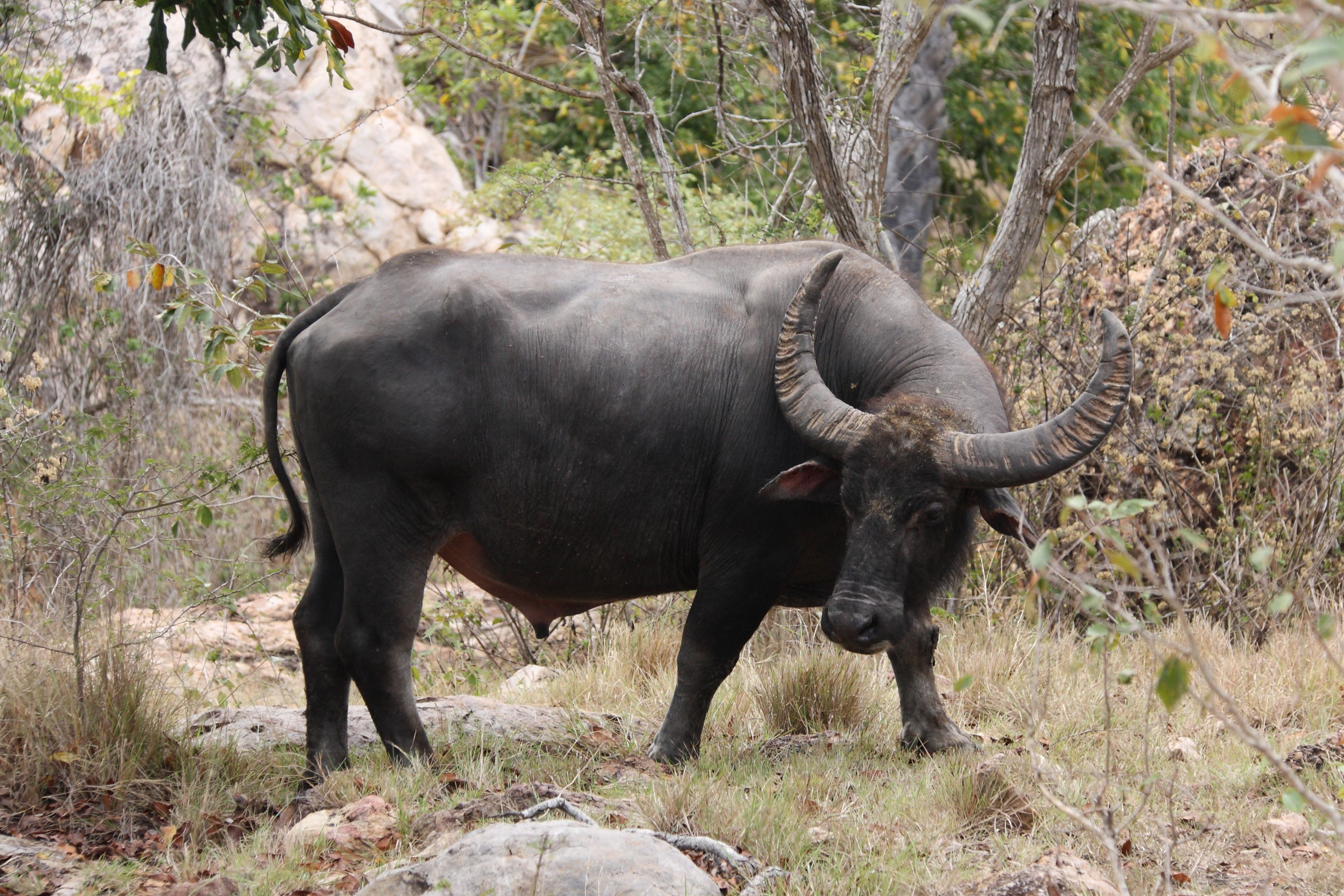
Wasserbüffel
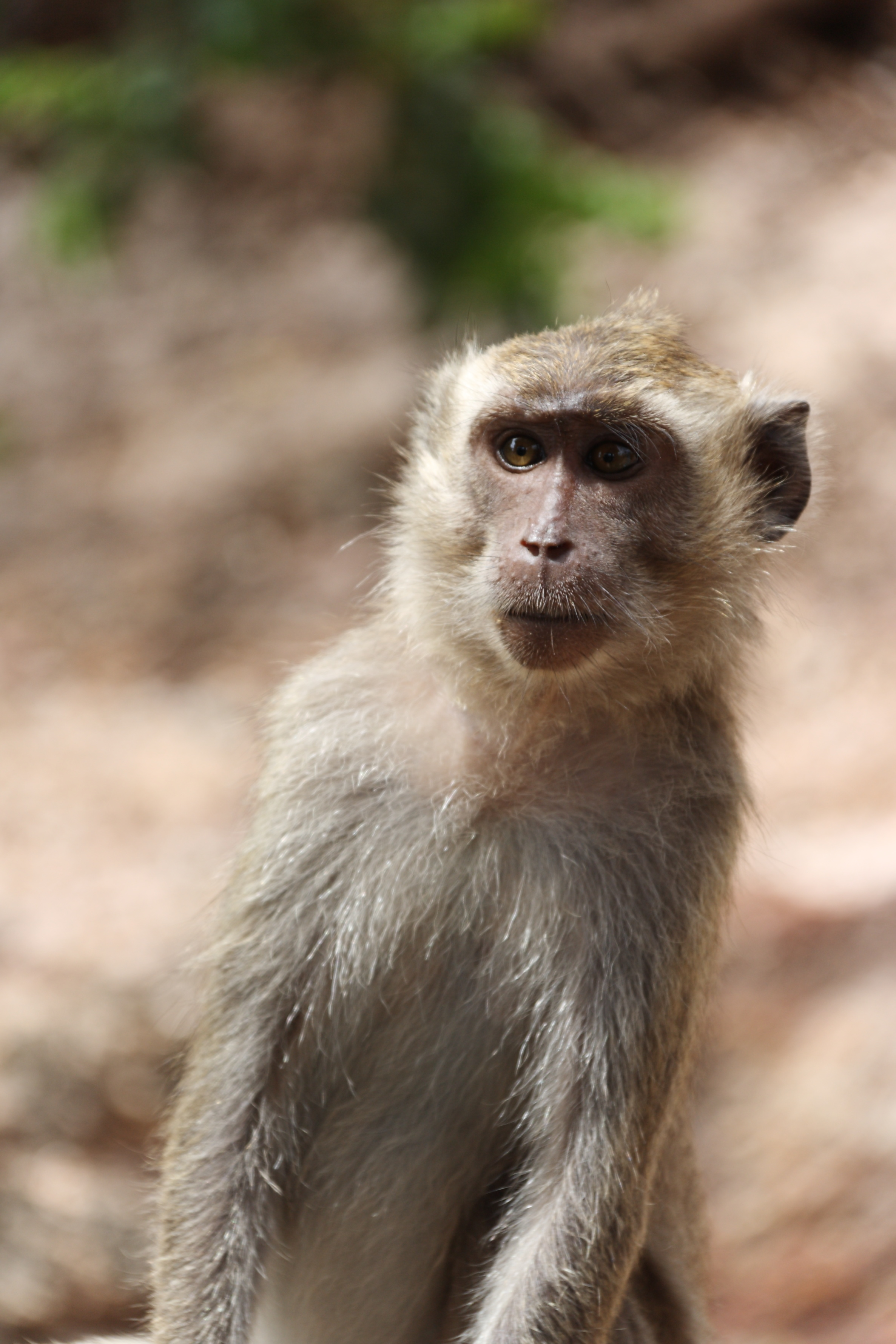
Javaneraffe
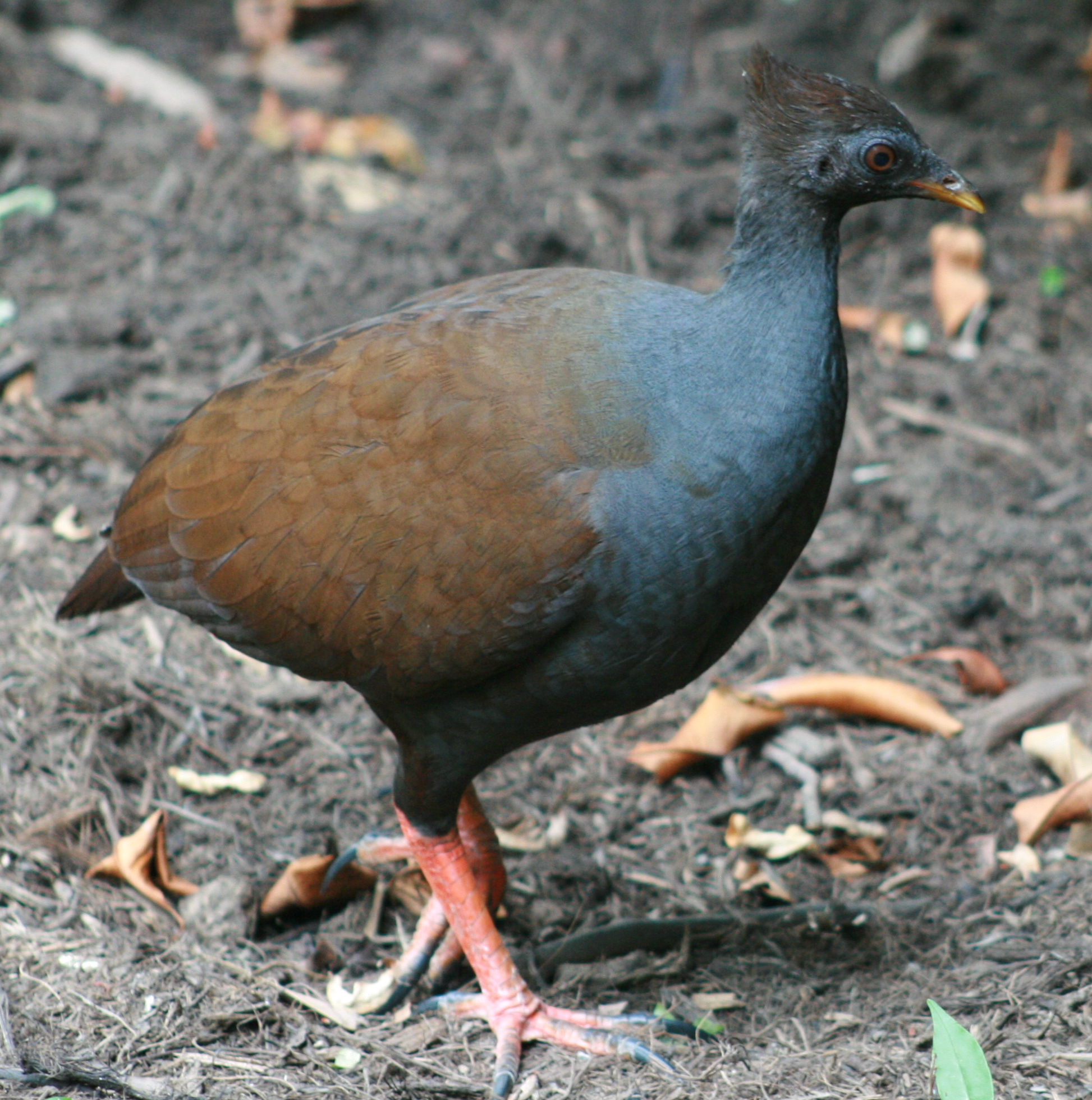
Rotbein-Großfußhuhn
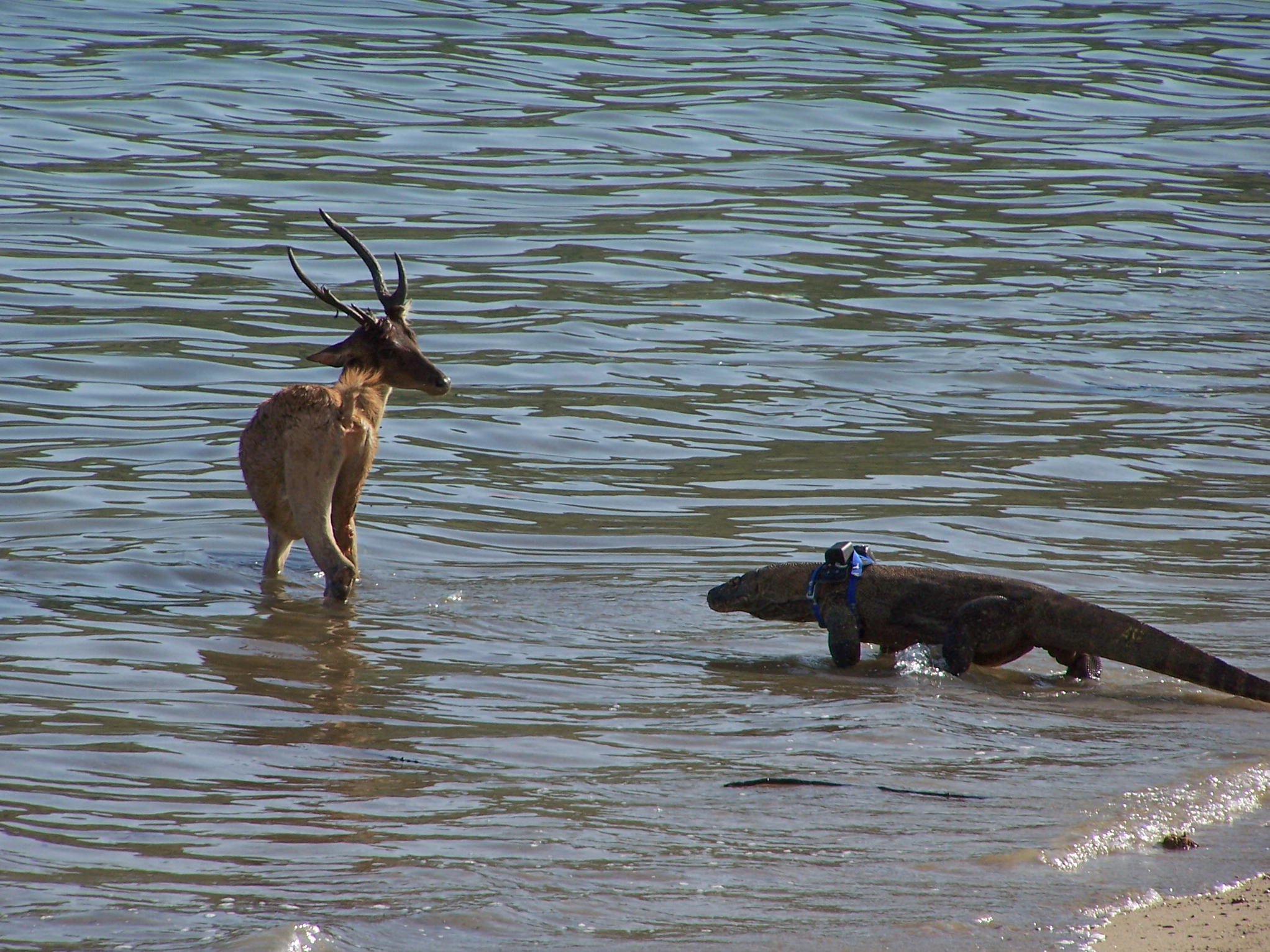
Komodowaran nähert sich einem Mähnenhirsch
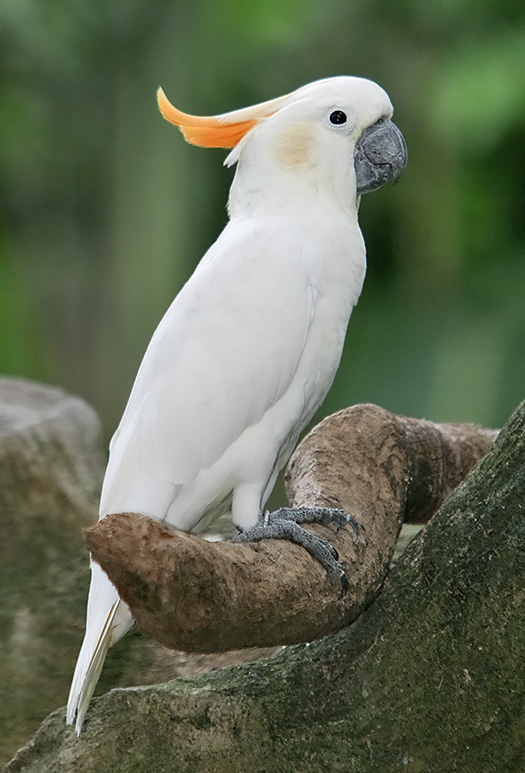
Gelbwangenkakadu
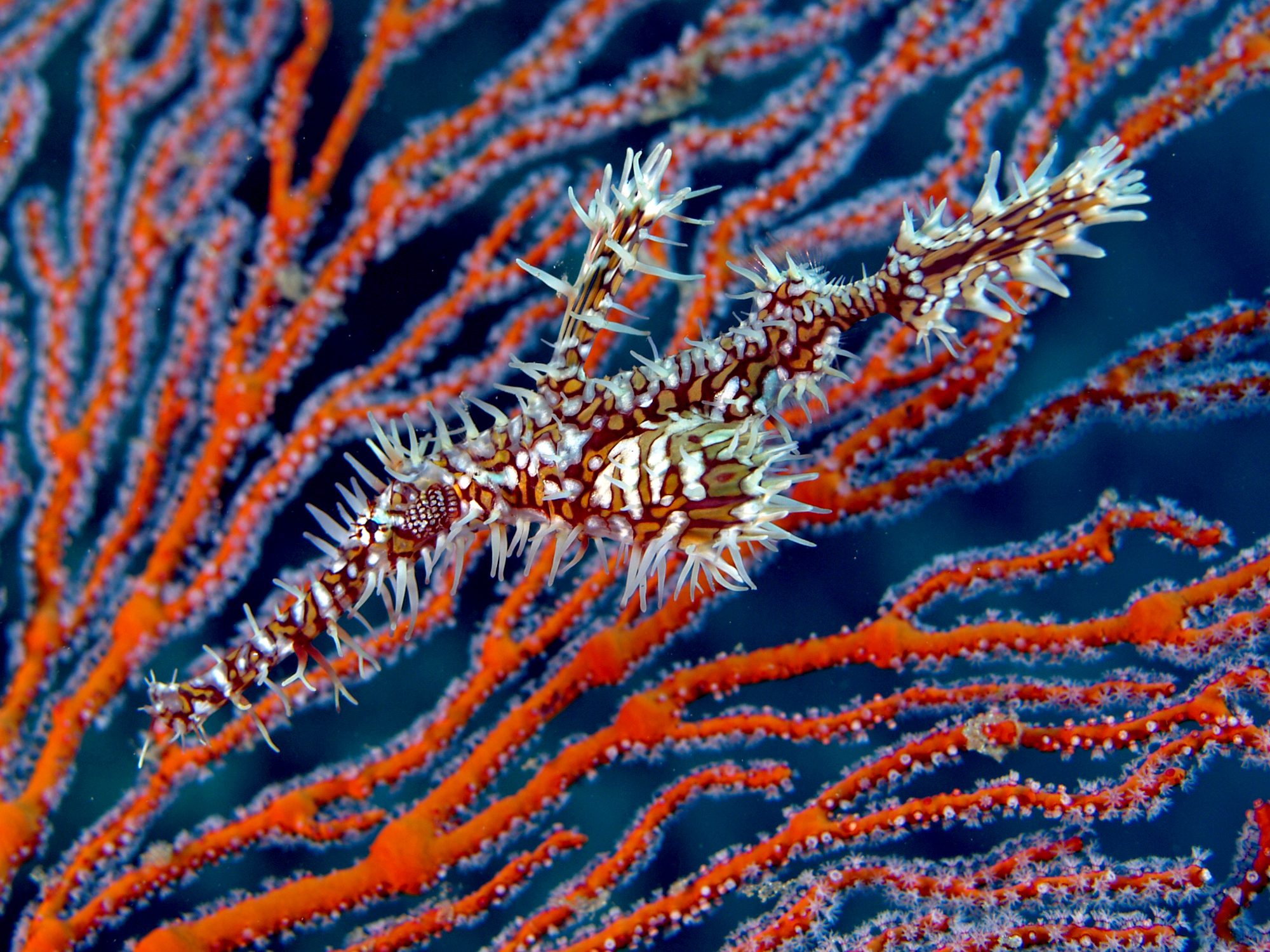
Schmuck-Geisterpfeifenfisch